# Lussac (Charente-Maritime)
Lussac is een gemeente in het Franse departement Charente-Maritime (regio Nouvelle-Aquitaine) en telt 51 inwoners (2009). De plaats maakt deel uit van het arrondissement Jonzac.

## Geografie
De oppervlakte van Lussac bedraagt 1,7 km², de bevolkingsdichtheid is dus 30 inwoners per km².
De onderstaande kaart toont de ligging van Lussac (Charente-Maritime) met de belangrijkste infrastructuur en aangrenzende gemeenten.

## Demografie
Onderstaande figuur toont het verloop van het inwonertal (bron: INSEE-tellingen).